# Відносини Боснія і Герцеговина — НАТО
Боснія і Герцеговина є одним з нових членів Партнерства заради миру, приєдналася в грудні 2006 року. НАТО та Боснія і Герцеговина розвивають співпрацю з акцентом на демократичні, інституційні та оборонні реформи, а також практичне співробітництво в інших областях. Співпраця країни з НАТО викладена в Плані індивідуального партнерства. У квітні 2008 року НАТО запропонувало Боснії та Герцеговині почати Посилений діалог.

Члени і партнери НАТО в Європі:
Члени НАТО
План дій щодо членства
Індивідуальний партнерський план
Партнерство заради миру

Домовленості між Генеральним секретарем НАТО Андерсом Фогом Расмуссеном та Головою Президії Боснії і Герцеговини, Бакіром Ізетбеговичем відіграли ключову роль у реалізації Дейтонської мирної угоди в забезпеченні миру та стабільності у регіоні, за допомогою значного розгортання миротворчих сил у більш ніж дев'ятирічний період починаючи з грудня 1995. НАТО має військовий штаб у Сараєво, він використовується для допомогти боснійській владі у проведенні військової реформи, боротьбі з тероризмом, зборі розвідувальних даних і затриманні підозрюваних у воєнних злочинах.
5 грудня 2018 року країни НАТО схвалили активацію Плану дій щодо членства Боснії та Герцеговини в НАТО. 17 грудня 2018 року представник держдепу США Джон Салліван заявив, що Сполучені Штати підтримують пропозицію Боснії та Герцеговини вступити до НАТО.

## Напрямки співробітництва
Ключові пріоритети включають розробку повного демократичного контролю над збройними силами, оборонним плануванням, бюджетуванням і цивільним плануванням.
До наступних завдань співпраці НАТО з Боснією і Герцеговиною можна віднести розвиток здатності сил країни до взаємодії з силами країн НАТО та інших партнерів, особливо в миротворчих операціях.
Боснія і Герцеговина також розвиває співпрацю з НАТО і країнами-партнерами в ряді інших галузей в рамках партнерства заради миру (ПЗМ) та Ради євроатлантичного партнерства (РЄАП).
Співпраця в галузі безпеки
З моменту вступу в Партнерство заради миру в грудні 2006 року Боснія і Герцеговина працює з союзниками, збільшуючи співпрацю в ділянці безпеки в рамках спільно узгоджених цілей Плану індивідуального партнерства країни. 
Боснія та Герцоговина прагне приєднатися до союзників по НАТО в майбутніх гуманітарних і миротворчих операціях.
Боснія і Герцеговина визначила ряд сил і засобів як потенційно доступні для заходів Партнерства заради миру, особливо в разі стихійних лих і гуманітарних операцій. Країна готова створити необхідні передумови для використання резервних аеропортів у Мостарі, Бані-Луці і Тузлі, а також забезпечити права прольоту над своєю територією літаків НАТО. Країна також працює над створенням Центру професійного розвитку в Травнику, що буде доступно в рамках Партнерства заради миру.
Оборона та реформа сектора безпеки
Оборона і правоохоронна система є основними елементами співробітництва. Альянс в цілому та окремі союзники мають значний досвід, який Боснія і Герцеговина може використовувати в цій області. НАТО підтримує широкий демократичний, інституційний та судовий процес реформ, реалізований в Боснії і Герцеговині.
Ключові аспекти роботи під керівництвом НАТО Сил зі стабілізації (SFOR) у Боснії і Герцеговині полягали в реформі оборонних структур країни, які були розділені на три окремі частини для кожної з основних етнічних груп країни. Комісія з оборонної реформи, Сили зі стабілізації та НАТО допомогли країні будувати єдину систему командування і управління, а також допомогли розробити спільну доктрину і стандарти для навчання, які сумісні зі стандартами НАТО. У березні 2004 року міністр оборони на державному рівні об'єднав дві окремі армії країни в рамках єдиної командної структури. Військовий штаб НАТО в Сараєво взяв на себе провідну роль в Комісії з оборонної реформи і продовжує працювати з Боснією і Герцеговиною в області військової реформи.
Наука і довкілля
У рамках програми Наука заради миру і безпеки (SPS) Боснія і Герцеговина отримала гранти по ряду проектів. Проекти включають в себе сейсмічні дослідження щодо зниження небезпеки ризику та правових аспектів боротьби з тероризмом. 
Боснії та Герцеговина і НАТО зацікавлені у підвищенні наукового співробітництва. Основними напрямками співпраці в інтересах розвитку можуть бути подальші питання регіональної безпеки у даному регіоні. 
Суспільна інформація
 Союзники з країн-членів НАТО допомогли країні в поліпшенні підготовки фахівців з громадської інформації в рамках збройних сил країни. 

## Еволюція відносин
У серпні 1995 року повітряні удари НАТО відіграли важливу роль у припиненні кривавого трирічного конфлікту в країні. У грудні 1995 року Альянс розгорнув свою першу в історії миротворчу місію для реалізації військових аспектів Дейтонської мирної угоди.
Кількість миротворців поступово зменшувалася від 60 000, які спочатку були розгорнуті у 1995 до 7000 в 2004 році. Місія Сил зі стабілізації (SFOR) закінчилася в грудні 2004 року, коли відповідальність за підтримку безпеки у регіоні була передана Європейському Союзу. НАТО продовжує надавати підтримку операції ЄС в БіГ (операції Althea) в рамках домовленостей Берлін плюс.  
Боснія і Герцеговина була офіційно запрошена приєднатися до Плану дій щодо членства в 2010 році.
У 2018 році міністри закордонних справ країн НАТО вирішили, що НАТО готова прийняти подання першої щорічної національної програми Боснії і Герцеговини.
НАТО має військовий штаб в Сараєво, основне завдання якого полягає в наданні допомоги владі Боснії і Герцеговини в проведенні реформ і виконання зобов'язань, пов'язаних з інтеграцією цієї країни в НАТО, а також в якості другорядної місії з надання матеріально-технічної та іншої підтримки Силам Європейського союзу в Боснії і Герцеговині.